# Bistum San Roque de Presidencia Roque Sáenz Peña
Das Bistum San Roque de Presidencia Roque Sáenz Peña (lat.: Dioecesis Sancti Rochi, span.: Diócesis de San Roque de Presidencia Roque Sáenz Peña) ist eine in Argentinien gelegene römisch-katholische Diözese mit Sitz in Presidencia Roque Sáenz Peña. 

## Geschichte
Das Bistum San Roque de Presidencia Roque Sáenz Peña wurde am 12. August 1963 durch Papst Paul VI. mit der Päpstlichen Bulle Supremum Ecclesiae aus Gebietsabtretungen des Bistums Resistencia als Bistum Presidencia Roque Sáenz Peña errichtet und dem Erzbistum Corrientes als Suffraganbistum unterstellt. Am 28. Februar 1984 wurde es dem Erzbistum Resistencia als Suffraganbistum unterstellt. Das Bistum Presidencia Roque Sáenz Peña änderte am 28. Februar 1992 seinen Namen in Bistum San Roque de Presidencia Roque Sáenz Peña. 

## Bischöfe

### Bischöfe von Presidencia Roque Sáenz Peña
- Ítalo Severino Di Stéfano, 1963–1980, dann Erzbischof von San Juan de Cuyo
- Abelardo Francisco Silva, 1981–1992

### Bischöfe von San Roque de Presidencia Roque Sáenz Peña
- Abelardo Francisco Silva, 1992–1994, dann Koadjutorbischof von San Miguel
- José Lorenzo Sartori, 1994–2008
- Hugo Nicolás Barbaro, seit 2008